# روبرت أو. بوين
روبرت أو. بوين (بالإنجليزية: Robert O. Bowen)‏ (7 مايو 1920 - 9 يونيو 2003)؛ روائي أمريكي.